# مرگ‌آگاهی
مرگ آگاهی نام کتابی است که در سال ۱۹۶۵ توسط بارنی گلیسر و آنسلم استراوس نوشته و منشر گردید این کتاب اولین نتیجه و کاربرد روش تحقیق کیفی «نظریه داده بنیاد» است بسیاری از پژوهشگران از نویسندگان تفصیل روش تحقیق فوق را خواستار شدند و نوسندگان در پاسخ به آنها کتاب کشف نظریه داده بنیاد را منشر نمودند نوسندگان این دو کتاب جامعه شناسانی هستند که در یک همکاری پژوهشی در بیمارستان دانشگاه ایالت کالیفرنیا در سانفرانسیسکو در خصوص مرگ آگاهی بیماران لاعلاج تحقیق و بررسی می‌نمودند. معرفی نظریه زمینه‌ای داده بنیاد به جامعه علمی با تحقیقی دربارهٔ مرگ آغاز شد و در پژوهش‌ها و مقالات دیگر خود این روش را از ابتدا و با یادآوری مبانی و اصول اساسی آن عرضه کردند. روشی که تعاریف اهداف و کاربردها و مراحل و اجرای آن متفاوت به نظر می‌رسید و نیاز به تعریف مفاهیم و آشناسازی مخاطب با فضای جدید به‌طور چشمگیری در آن احساس می‌شد.